# 全北大學
全北大學（韓語：전북대학교，全北大學校，簡稱全大），又稱國立全北大學或全北國立大學，創建於1947年，是韓國9所國立旗艦大學之一，亦是其中歷史最爲悠久的大學。該校在2021年QS世界大学排名中排名591-600，QS亚洲大學排名第110位，2015年QS亚洲大學排名第74位。
坐落於韓國西南部全北特别自治道，共有五所校區，縂面積達23,946,078平方米。
主校區位於全州市(占地面積2,909,283平方米)，其他有益山特性化校區(獸醫學院,環境生命資源學院)、高敞校區、新萬金Frontier校區、完州鳳東校區、完州伊西校區、井邑校區、南原校區)，是韓國校園面積最大，校園風景最優美大學之一。
擁有16個學院(Global融合學院、工學院、農業生命科學學院、師範學院、社會科學學院、商學院、生活科學學院、藝術學院、人文學院、自然科學學院、藥學院、護理學院、醫學院、牙醫學院、獸醫學院、環境生命資源學院)，
1個大學本部直屬學科(智能農場學科)，
还设有研究生院(一般大學院,   10個特殊大學院 - 經營大學院/教育大學院/生命資源科學大學院/法務大學院/保健大學院/產業技術大學院/信息科學大學院/行政大學院/環境大學院、   4個專門大學院 - 醫學專門大學院/口腔醫學專門大學院/法學專門大學院/柔軟印刷電子專門大學院)，4個法人(產學協力團、發展支援財團、全北大學校醫院、消費者生活協同組合)，師範學院附設高中，其他200多所研究所、特別事業團和機構。
該校現有32,309名學生(研究生4,798名、本科生27,511名)，1,032名專任教師(正教授671名、副教授232名、助教授129名)，提供國内頂級的最優質教育與研究環境和設施。
作爲地區重點國立大學之一，與全球70多國家433多所海外姐妹大學和國際教育機構展開著廣泛的活躍的交流(2020.12)。

## 周边
- 全州高速客运站（朝鲜语：전주고속버스터미널）

## 相關連結
- 韓國大學列表